# کلودیا چیپر
کلودیا چیپر (انگلیسی: Claudia Chiper؛ زادهٔ ۱۶ ژوئن ۱۹۹۵) بازیکن فوتبال اهل مولداوی است.
وی همچنین در تیم‌های ملی فوتبال Moldova women's national under-17 football team, Moldova women's national under-19 football team، و Moldova women's national football team بازی کرده‌است.